# Crítica al islam
El islam ha sido criticado desde sus etapas formativas, principalmente por Occidente. Las primeras críticas escritas procedían de los cristianos, antes del siglo IX, que veían el islam como una herejía del cristianismo.
Haciendo hincapié en la autenticidad del Corán y también se cuestionaba el papel de Mahoma como profeta.
Las primeras críticas escritas que han llegado hasta nuestros días se encuentran en los escritos cristianos, que se dieron durante el dominio inicial del Califato Islámico. Uno de estos cristianos fue san Juan Damasceno que estaba muy familiarizado con el islam al poder presenciar de cerca la expansión de los Omeyas sobre Siria y otras las zonas del Imperio Bizantino y al ser su padre Sergio Mansur, “logoteta” general (contador) del Califa Abimeleq o Abdul Meleq. 
Siendo el Damasceno, uno de los principales exponentes de la patristica griega en una de sus principales tratados titulado “La fuente del conocimiento”, en su segundo libro de este tratado, bajo el nombre de "Sobre las herejías", en el segundo capítulo desarrolla sus críticas al islam, denominando a esta religión como: “la herejía de los ismaelitas”.
En este capítulo presenta una serie de discusiones entre cristianos y musulmanes. Cuestiona en primer lugar la condición de Mahoma como profeta, e indicó que un monje arriano (que no sabía que era Bahira) influyó en Mahoma y veía las doctrinas islámicas como una mezcla de ciertas partes de la Biblia.
Sobre la proclamación islámica de ser de origen abrahámico, Juan explicó que los árabes se llamaban "Sarracenos" porque estaban "sin Sara". Eran llamados Agaritas porque eran "los descendientes de la esclava Agar".
Con el nacimiento y el desarrollo del mundo moderno, las críticas occidentales se centraron en otros objetivos como: 
1. La moralidad de la vida de Mahoma.[3][4]
2. Declaración de los Derechos Humanos en el Islam
3. Homosexualidad e islam
4. La mujer en el islam